# Estadio Marin Anastasovici
El Stadionul Marin Anastasovici es un estadio de fútbol de la ciudad de Giurgiu, Rumania. El estadio fue inaugurado en 1963 y remodelado completamente en 2012, posee una capacidad para 8500 espectadores, y sirve exclusivamente a la práctica del fútbol. En el estadio disputa sus partidos como local el FC Astra Giurgiu club de la Liga Profesional Rumana.
El primer partido internacional disputado en el estadio fue entre las selecciones sub-21 de Rumania y Alemania el 19 de noviembre de 2013, juego finalizado con una igualdad 2-2.